# Scumgrrrls
ScumGrrrls est un magazine féministe et lesbien édité à Bruxelles par une équipe bénévole depuis le printemps 2002. 
ScumGrrrls emprunte son titre au SCUM Manifesto de Valérie Solanas, brûlot féministe radical des années 1970, ainsi qu'au mouvement des Riot grrrl, féminisme des années 1990 et 2000.